# Pomerania (Schiff)
Die Pomerania war ein 1978 in Dienst gestelltes polnisches Fährschiff der Reederei Polferries. 2014 wurde es in Alang abgewrackt.

## Bau und technische Daten
Die Pomerania war zusammen mit ihrem ein Jahr später gebauten Schwesterschiff Silesia der erste Neubau der 1976 gegründeten Reederei. Zugleich war sie für die polnische Werftindustrie die erste im eigenen Land gebaute Fähre. Die Pomerania wurde als erstes Schiff der aus fünf Einheiten bestehenden Klasse B-490 auf der Stocznia Szczecińska in Stettin unter der Baunummer B490/01 auf Kiel gelegt und lief am 31. Mai 1977 vom Stapel. Ihre Länge betrug 127,44 Meter, sie war 19,46 Meter breit und wies einen Tiefgang von 5,42 Metern auf. Sie war mit 7414 BRT bzw. 3819 NRT vermessen und hatte eine Tragfähigkeit von 1146 Tonnen. Der Antrieb bestand aus vier Sechszylinder-Dieselmotoren des Herstellers Zgoda-Sulzer, deren Leistung zusammen 16.800 PS betrug. Diese wirkten auf zwei Propeller und das Schiff erreichte eine Geschwindigkeit von 20,5 Knoten. Die Fähre konnte bis zu 1000 Passagiere und 277 Pkw befördern.

## Geschichte
Nach der Ablieferung des Schiffes im Juli 1978 setzte Polferries das Schiff zwischen Polen, Schweden, Finnland, Deutschland und Dänemark ein. Ab November 1978 wurde das Schiff auf der Route Swinemünde – Kopenhagen – Felixstowe eingesetzt. Ab 1979 setzte man das Schiff zwischen Helsinki, Nynäshamn und Gdynia ein. Vom 6. Juni 1980 bis Juli 1980 charterte Kalmar Line das Schiff für den Betrieb zwischen Kalmar und Rønne. Kalmar Line wurde im Juli 1980 insolvent und Polferries setzte das Schiff bis 1981 zwischen Gdynia und Karlskrona ein. Von Juli bis August 1982 charterte Cotunav das Schiff für den Betrieb von Genua und Marseille nach Tunis. Ab August 1982 setzte Polferries das Schiff wieder auf der regulären Route ein. Ab 1. Mai wurde das Schiff zwischen Swinemünde und Malmö eingesetzt.
Am 14. Oktober 1995 brach ein Feuer an Bord aus. Von Oktober 1996 bis Mai 1997 wurde das Schiff in der Werft Remontowa in Danzig umgebaut. Im Mai 1997 konnte das Schiff den Betrieb zwischen Malmö und Swinemünde aufnehmen. Ab 1. Juni 1999 wurde das Schiff zwischen Swinemünde und Kopenhagen eingesetzt. Von Juni bis August 2000 fuhr es sonnabends zwischen Swinemünde und Rønne.
2001 flaggte die Reederei das Schiff unter Bahamas-Flagge mit dem Heimathafen Nassau um, es blieb im Besitz von Polferries. Von November 2002 bis 2003 wurde es wieder auf der Route Swinemünde – Ystad – Kopenhagen eingesetzt.
Am 31. Januar 2005 kollidierte das Schiff zwischen Swinemünde und Kopenhagen in der Nähe von Falsterbo mit dem Tanker Rio Grande. Dabei erlitt das Schiff ein kleineres Leck oberhalb der Wasserlinie. Die Verbindung wurde am 31. Oktober 2010 eingestellt und das Schiff in Swinemünde aufgelegt.

### Verkauf und letzte Jahre
Am 17. Januar 2011 wurde das Schiff an Blue Line International Inc., Rødovre, Dänemark, verkauft und kam unter Flagge Panamas. Im Februar 2011 erhielt das Schiff schließlich den Namen Dalmatia. In Montenegro wurde das Schiff umgebaut und ab April 2011 auf der Route Split – Ancona eingesetzt.
2014 wurde das Schiff nach Alang, Indien, zum Verschrotten verkauft. Am 23. Oktober 2014 wurde das Schiff nach Alang verholt und am darauffolgenden Tag auf den Strand gesetzt.

## Schwesterschiffe
Das Schiff hat mit den ehemaligen Silesia, Ankara, Iskenderun und Samsun vier Schwesterschiffe.